# C/2014 Q3 (鮑里索夫)
C/2014 Q3 (鮑里索夫)是業餘天文學家根納季·鮑里索夫使用0.3-（12-英寸） 攝星鏡於2014年8月22日發現的週期彗星，發現時的視星等為17等。這是鮑里索夫發現的第三顆彗星。這顆彗星從北半球觀看能有最佳的場景。
預計這顆彗星在近日點 （最接近太陽）附近將達到~11星等，但實際亮度達到10星等左右。在2014年11月8日，這顆彗星的赤緯為+83，並且成為北半球的拱極星。這顆彗星於2014年11月19日來到近日點，與太陽的距離為1.65AU。
在進入行星區域之前（曆元1950），C/2014 Q3的軌道週期為148年。離開行星區域後（曆元2050）后，它的軌道週期為146年。